# Episodi de La vita secondo Jim (seconda stagione)

Cheryl (Courtney Thorne-Smith)

La seconda stagione della serie televisiva La vita secondo Jim (According to Jim) è composta da 28 episodi, trasmessi in prima visione negli Stati Uniti d'America da ABC dal 1º ottobre 2002 al 20 maggio 2003.
In Italia la seconda stagione è stata trasmessa in prima visione assoluta dal 12 settembre al 9 ottobre 2005 da Disney Channel; in chiaro viene trasmessa in prima visione su Italia 1 dal 2005.
| nº | Titolo originale                  | Titolo italiano              | Prima TV USA     | Prima TV Italia   |
| -- | --------------------------------- | ---------------------------- | ---------------- | ----------------- |
| 1  | The Importance of Being Jim       | La scala dei valori          | 1º ottobre 2002  | 12 settembre 2005 |
| 2  | Cars & Chicks                     | Macchine e pollastre         | 8 ottobre 2002   | 13 settembre 2005 |
| 3  | The Baby Monitor                  | Baby monitor                 | 15 ottobre 2002  | 14 settembre 2005 |
| 4  | Pizza Boy                         | Che pizza, papà!             | 22 ottobre 2002  | 15 settembre 2005 |
| 5  | The Closet                        | Spazi personali              | 29 ottobre 2002  | 16 settembre 2005 |
| 6  | Punch and Ruby                    | Il picchia Packer            | 5 novembre 2002  | 17 settembre 2005 |
| 7  | The Bachelor                      | Lo scapolo                   | 12 novembre 2002 | 18 settembre 2005 |
| 8  | Father Disfigure                  | Palla avvelenata             | 19 novembre 2002 | 19 settembre 2005 |
| 9  | Thanksgiving Confidential         | Ringraziamento intimo        | 26 novembre 2002 | 20 settembre 2005 |
| 10 | The Christmas Party               | Festa di Natale              | 10 dicembre 2002 | 21 settembre 2005 |
| 11 | The Brother-in-Law                | Il cognato                   | 17 dicembre 2002 | 22 settembre 2005 |
| 12 | Moral Dilemma                     | Dilemma morale               | 7 gennaio 2003   | 23 settembre 2005 |
| 13 | You Gotta Love Somebody (Part I)  | Qualcuno da amare (1ª parte) | 21 gennaio 2003  | 24 settembre 2005 |
| 14 | You Gotta Love Somebody (Part II) | Qualcuno da amare (2ª parte) | 21 gennaio 2003  | 25 settembre 2005 |
| 15 | The Smell of Success              | L'odore del successo         | 28 gennaio 2003  | 26 settembre 2005 |
| 16 | Slumber Party                     | Festa tiratardi              | 4 febbraio 2003  | 27 settembre 2005 |
| 17 | The Ring                          | L'anello                     | 11 febbraio 2003 | 28 settembre 2005 |
| 18 | Wonder Woman                      | Wonder Woman                 | 18 febbraio 2003 | 29 settembre 2005 |
| 19 | The Pass                          | Gelosia                      | 25 febbraio 2003 | 30 settembre 2005 |
| 20 | Dana Gets Fired                   | Il licenziamento di Dana     | 11 marzo 2003    | 1º ottobre 2005   |
| 21 | Bo Diddley                        | Bo Diddley                   | 1º aprile 2003   | 2 ottobre 2005    |
| 22 | Deal with the Devlins             | I Devlin                     | 1º aprile 2003   | 3 ottobre 2005    |
| 23 | The Helmet                        | Il casco                     | 8 aprile 2003    | 4 ottobre 2005    |
| 24 | No Harm, No Fowl                  | Il pappagallo                | 29 aprile 2003   | 5 ottobre 2005    |
| 25 | About a Girl                      | La festa delle mamme         | 6 maggio 2003    | 6 ottobre 2005    |
| 26 | Mom's Boyfriend                   | Il fidanzato della mamma     | 13 maggio 2003   | 7 ottobre 2005    |
| 27 | Vegas, Baby (Part I)              | Las Vegas (1ª parte)         | 20 maggio 2003   | 8 ottobre 2005    |
| 28 | Vegas, Baby (Part II)             | Las Vegas (2ª parte)         | 20 maggio 2003   | 9 ottobre 2005    |

## La scala dei valori
- Titolo originale: The importance of being Jim
- Diretto da: Philip Charles MacKenzie
- Scritto da: Bob Nickman

### Trama
Jim e Cheryl, accalorandosi, si mettono a discutere di quali siano le cose davvero importanti. Poi, passata la sfuriata, ambedue decidono di fare più attenzione alle esigenze dell'altro.

## Macchine e pollastre
- Titolo originale: Cars & Chicks
- Diretto da: Mark Cendrowski
- Scritto da: Nastaran Dibai & Jeffrey B. Hodes

### Trama
Dana ha bisogno di una macchina nuova e Cheryl si offre di accompagnarla dal concessionario: Jim le prende in giro perché ritiene che le donne non siano capaci di comprare una macchina da sole.
Cheryl crede di aver aiutato Dana a fare un buon affare, ma la macchina si rompe e scopre che non si è fatta dare la macchina di cortesia. Jim prende in mano la situazione e va dallo stesso concessionario per farsi dare la macchina di cortesia, ma rimane affascinato dalla bellezza della direttrice dell'autosalone e, comportandosi esattamente come le donne che lui stigmatizzava, si fa dare una macchina nuova per lui. Cheryl scopre che Jim ha comprato la macchina nuova perché gli piaceva la direttrice.
- Guest star: John Cervenka (Bill), Cindy Crawford (Gretchen), Mike Ditka (se stesso)

## Baby monitor
- Titolo originale: The Baby Monitor
- Diretto da: Philip Charles MacKenzie
- Scritto da: Howard J. Morris, Tracy Newman & Jonathan Stark

### Trama
Cheryl si lamenta perché lei e Jim non hanno nessun amico e sostiene che sia il comportamento rozzo del marito ad allontanare le persone da loro.
Stavolta però le cose sembrano andare diversamente perché hanno conosciuto Ted e Janet, i loro nuovi vicini, con i quali hanno trascorso una serata molto piacevole.
Una volta tornati a casa Jim e Cheryl ascoltano per caso, attraverso il baby monitor di Kyle, una conversazione tra Ted e Janet nella quale fanno menzione del “piccolo Winston”.
Jim e Cheryl sono convinti che i vicini abbiano un segreto da nascondere, ma al loro successivo incontro Jim si fa scappare la faccenda del “piccolo Winston” davanti a Ted e Janet che vogliono rompere l'amicizia.
Jim, che non vuole sorbirsi l'ennesimo rimbrotto da sua moglie per non avere amici, salva la situazione e racconta di aver avuto una relazione omosessuale ai tempi del college, cosicché il segreto dei loro vicini passi in secondo piano.
Ted e Janet li perdonano: Jim e Cheryl possono così dire di avere finalmente degli amici.
- Guest star: Stacey Travis (Janet), Pat Finn (Ted)

## Che pizza, papà!
- Titolo originale: Pizza Boy
- Diretto da: Philip Charles MacKenzie
- Scritto da: Eddie Gorodetsky

### Trama
Il fattorino della pizza di Jim va a vivere con lui e Cheryl dopo che il padre del ragazzo lo ha cacciato di casa a causa del suo sogno di fare spettacoli di cabaret, ma la convivenza è, ovviamente, più facile a dirsi che a farsi.
- Guest star: Mark Adair-Rios (Emcee), Reni Santoni (Tony), Robert Belushi (Ronnie)

## Spazi personali
- Titolo originale: The Closet
- Diretto da: Mark Cendrowski
- Scritto da: David Feeney (sceneggiatura) & Charles T. Kanganis (soggetto)

### Trama
Jim chiede a Cheryl di non intromettersi nel suo spazio nel lavandino del bagno e nel loro armadio, sostenendo che occupa troppo spazio. Cheryl cerca di fare qualcosa sbarazzandosi di alcune delle sue cose, ma Dana le dice che è tempo che le donne di tutto il mondo mostrino agli uomini che anche loro hanno bisogno di spazio. Pertanto, invece di fare ciò che Jim le ha chiesto, Cheryl compra ancora più vestiti per intasare l'armadio. Per vendetta, Jim decide di decorare la loro stanza a modo suo. Questo fa iniziare una faida tra loro, finché Jim non cade dalla soffitta del loro letto, sfondando il soffitto. Dice a Cheryl che ha bisogno del suo spazio, e non perché le sue cose lo infastidiscano, ma perché a volte ha il bisogno di sentirsi al sicuro dal mondo. Risolvono la loro faida e si accordano sul rispetto reciproco degli spazi.
- Guest star: Tony Braunagel (Tony)

## Il picchia Packer
- Titolo originale: Punch and Ruby
- Diretto da: Philip Charles MacKenzie
- Scritto da: Howard J. Morris

### Trama
Jim sta portando le ragazze alla loro prima partita di football dei Bear; Cheryl gli chiede di essere un buon modello e di fare del suo meglio per non imprecare davanti a loro. Durante la partita, Jim litiga con un fan dei Packer che stava imprecando con un uomo con una maglietta verde, una maschera e un cappello al formaggio, chiamato "Testa di formaggio", e l'intero combattimento viene trasmesso in televisione, con Jim che ottiene il soprannome di "picchia Packer". Diventa subito famoso con un soprannome del genere, ma a Cheryl la situazione non piace affatto. Rimprovera Jim per gli effetti che le sue azioni potrebbero avere sui suoi figli, quando Ruby colpisce Gracie al naso. Jim deve parlare con Ruby e sentire Cheryl dire che la prossima volta che si troverà in una situazione come quella di una partita di football, dovrebbe semplicemente pensare a cosa lei farebbe e farlo. Ma Jim viene perdonato quando Gracie si rifiuta di mangiare una coppa di gelato perché pensa che il suo sedere sia troppo grande – qualcosa che Cheryl stava dicendo in casa non molto tempo fa.
- Guest star: Todd Sandler (Testa di formaggio), Berglind Icey (Hostess)

## Lo scapolo
- Titolo originale: The Bachelor
- Diretto da: Philip Charles MacKenzie
- Scritto da: John D. Beck & Ron Hart

### Trama
Dana viene selezionata per essere nel reality show Lo Scapolo. All'inizio è sicura che la sua personalità da sola sarà sufficiente per intrattenere Rick lo scapolo, ma Jim le dà consigli su come comportarsi e cosa dire al ragazzo. All'inizio, Dana non prende sul serio i suoi consigli, ma dopo che il suo appuntamento è andato storto, prova la ricetta di Jim e ottiene un secondo appuntamento. Si organizza con Cheryl per portare lo scapolo a casa loro per cena, e Cheryl non potrebbe essere più elettrizzata di essere alla televisione nazionale con una casa ristrutturata. Jim è anche molto orgoglioso del fatto che Dana sia arrivata così lontano solo grazie a lui, ma la situazione prende rapidamente una piega inaspettata quando Jim sente accidentalmente lo scapolo dire che porterà Dana a letto e subito dopo la lascerà. Ora fa di tutto per salvare Dana e finisce per spaventare il ragazzo con storie su Dana che è una psicopatica. Più tardi le spiega il suo comportamento e dice che incontrerà qualcuno che è abbastanza bravo per lei.
- Guest star: Doug Savant (Rick), Trista Sutter (Trista Rehn)

## Palla avvelenata
- Titolo originale: Father Disfigure
- Diretto da: Philip Charles MacKenzie
- Scritto da: Harry Hannigan

### Trama
Cheryl trascina Jim in chiesa per la messa del nuovo reverendo, che dovrebbe essere "la prossima cosa migliore". Jim vede in lui una certa familiarità e ricorda che era il ragazzo con cui giocava a palla avvelenata quando erano bambini. Jim ricorda anche di aver lanciato la palla così forte contro il ragazzo che ha avuto un labbro grosso (e un soprannome buffo) per settimane (il soprannome è durato anni). Quando Cheryl invita il reverendo a cena, Jim va fuori di testa, sperando che non si ricordi nulla. Ma le speranze di Jim vanno in fumo quando il reverendo lo affronta e in seguito lascia la chiesa, adducendo la sua incapacità di perdonare Jim come motivo. Sentendosi in colpa, Jim si scusa e accetta persino il consiglio di Gracie e Ruby di offrire al reverendo Pierson la possibilità di lanciargli contro una palla.
- Guest star: Chris Elliott (reverendo Pierson), Adam Cagley (Jim da giovane), Zack Shada (Pierson da giovane)

## Ringraziamento intimo
- Titolo originale: Thanksgiving Confidential
- Diretto da: Philip Charles MacKenzie
- Scritto da: Jeffrey B. Hodes & Nastaran Dibai

### Trama
Cheryl è entusiasta quando le viene offerto di essere responsabile del set della recita scolastica delle ragazze del Ringraziamento. Chiede a Jim di aiutarla e lui si lamenta che non trascorrono del tempo insieme perché c'è sempre qualcuno intorno a loro. Quando finalmente si ritrovano soli sul set, decidono di essere un po' selvaggi e lo fanno dietro la roccia di Plymouth. Sfortunatamente, Andy e la presidente della PTA Bobby Coker si imbattono in loro. Promettono di tacere, ma Jim e la sua grossa bocca se ne vantano con un padre divorziato che ha criticato la vita matrimoniale. Quando le avventure sessuali di Jim e Cheryl vengono sparse per il consiglio della PTA, Cheryl viene licenziata dai suoi doveri prestabiliti e Jim, sentendosi in colpa per questo, rimane sveglio tutta la notte per finire il lavoro per Cheryl.
- Guest star: Julia Sweeney (Bobby Coker), Donald Sage MacKay (Greg)

## Festa di Natale
- Titolo originale: The Christmas Party
- Diretto da: Brian K. Roberts
- Scritto da: Bob Nickman

### Trama
La faida di Jim con un vicino potrebbe anche spingerne una con Cheryl, che predica la pace con i vicini in modo da farsi invitare alla festa di Natale del vicinato.
- Guest star: Bobby Block (ragazzo alla festa), Paul Schackman (tizio alla festa), Stephen Root (Al Crannis), Robin Krieger (Marilyn Crannis), Barry Brookshire (invitato alla festa)

## Il cognato
- Titolo originale: The Brother-in-Law
- Diretto da: Mark Cendrowski
- Scritto da: Jonathan Stark

### Trama
Eddie, un musicista country che sta uscendo con Dana, si trova tra Jim e suo cognato Andy. Dopo aver ascoltato le prove della band di Jim e Andy, Eddie li invita ad esibirsi con lui alla House of Blues a patto che Eddie suoni le tastiere al posto di Andy. Un Jim entusiasta accetta comunque e spera di mantenere segreto il concerto ad Andy, che, ovviamente, lo scopre. Incoraggiato dalle sorelle, l'architetto escluso decide di pareggiare i conti esplorando nuovi orizzonti commerciali, senza Jim.
- Guest star: Brad Paisley (Eddie)
- Brad Paisley (Eddie) è il marito di Kimberly Williams-Paisley (l'attrice che interpreta Dana)

## Dilemma morale
- Titolo originale: Moral Dilemma
- Diretto da: Philip Charles MacKenzie
- Scritto da: Mark Driscoll

### Trama
Jim approfitta di un errore di fatturazione sulla sua carta di credito, sfruttando la fortuna per regalare a Cheryl un costoso weekend romantico. Tuttavia, l'errore viene presto scoperto e corretto, il che mette Jim in una brutta situazione.
- Guest star: Mark Capri (direttore dell'hotel), Oleg Stefan (Sasha), Vahe Bejanyan (Vova)

## Qualcuno da amare (1ª parte)
- Titolo originale: You Gotta Love Somebody: Part 1
- Diretto da: Philip Charles MacKenzie
- Scritto da: John D. Beck & Ron Hart

### Trama
Danny, l'amico poliziotto di Jim e Cheryl, passa a trovarli a casa portando con sé Laraine, la sua collega. Cheryl si rende conto che a Laraine piace Danny e spera che lui le chiederà di partecipare al ballo della polizia.
- Guest star: Brad Paisley (Chad), Laraine Newman (Laraine Elkin), Dan Aykroyd (Danny Michalski), Jill Matson (Patty), Paul Vinson (buttafuori), Christopher Moynihan (Chris), Tony Braunagel (Tony)

## Qualcuno da amare (2ª parte)
- Titolo originale: You Gotta Love Somebody: Part 2
- Diretto da: Philip Charles MacKenzie
- Scritto da: John D. Beck & Ron Hart

### Trama
Danny e Andy raccontano la storia di come hanno aiutato Jim e Cheryl a stare insieme.
- Guest star: Brad Paisley (Chad), Laraine Newman (Laraine Elkin), Dan Aykroyd (Danny Michalski), Jill Matson (Patty), Paul Vinson (buttafuori), Christopher Moynihan (Chris), Tony Braunagel (Tony)

## L'odore del successo
- Titolo originale: The Smell of Success
- Diretto da: Shelley Jensen
- Scritto da: Jeffrey B. Hodes & Nastaran Dibai

### Trama
Cheryl disapprova l'ultima idea di Jim, una bambola flatulenta di nome Gassy Gus, ma ottiene il supporto di Andy, che costruisce il prototipo, e di Dana, che trova gli investitori per la bambola. Tuttavia, il prototipo si ritorce contro di loro.
- Guest star: Ben Falcone (ufficiale giudiziario), Andre Ware (vigile del fuoco), Andrea Walters (signora Ganzel), Philip Bolden (bambino)

## Festa tiratardi
- Titolo originale: Slumber Party
- Diretto da: Philip Charles MacKenzie
- Scritto da: Sylvia Green

### Trama
Quando Cheryl si ammala il giorno della festa di compleanno di Ruby, Jim è costretto a intrattenere una casa piena di bambine mentre Cheryl riposa a letto.
- Guest star: Lauren Antariksa (Madeline), Grace Rowe (donna poliziotto), Emily Rose Montgomery (ragazza n°2), Elizabeth Anne Smith (Sandy), Sara Alcaraz (ragazza n°1), Kyle Chavarria (Ashley)

## L'anello
- Titolo originale: The Ring
- Diretto da: Brian K. Roberts
- Scritto da: David Feeney

### Trama
Quando Jim e Cheryl si imbattono nella sua vecchia ragazza, Jim teme che sua moglie possa scoprire la verità sul suo passato inquietante quando Cheryl invita la donna a cena.
- Guest star: Rob Adams (Thomas), Crystal Bernard (Lisa Christie)

## Wonder Woman
- Titolo originale: Wonder Woman
- Diretto da: Peter D. Beyt
- Scritto da: John D. Beck & Ron Hart

### Trama
Cheryl viene aggredita nel parcheggio del centro commerciale, ma invece di chiamare la polizia, insegue il ragazzo e lo affronta per riavere la sua borsa. Quando racconta a Jim cosa è successo, lui decide di farsi proteggere da due feroci pastori tedeschi. A Cheryl non piace l'idea, soprattutto perché i cani sono addestrati in tedesco. Una notte, quando le ragazze e Kyle stanno dormendo da Dana, Jim e Cheryl vengono rinchiusi in bagno dopo aver erroneamente ordinato ai cani di attaccarli e non sanno come ordinare loro di fermarsi. Per scappare, somministrano ai cani farmaci per la sonnolenza. Dopodiché, Jim e Cheryl riconoscono che potrebbero davvero perdersi l'un l'altro e iniziare a essere più affettuosi l'uno con l'altro.
- Guest star: Jeff Lewis (Bill)

## Gelosia
- Titolo originale: The Pass
- Diretto da: Mark Cendrowski
- Scritto da: David Feeney

### Trama
Cheryl è sconvolta quando un ricco cliente, ex compagno di liceo di Jim, ci prova con lei, ma è il comportamento di Jim, che non reagisce affatto, il vero motivo per cui lei è arrabbiata.
- Guest star: Kevin Sorbo (Daryl Bochner)

## Il licenziamento di Dana
- Titolo originale: Dana Gets Fired
- Diretto da: Philip Charles MacKenzie
- Scritto da: Howard J. Morris

### Trama
Quando Jim si oppone rumorosamente al modo in cui Dana viene trattata dal suo capo, riesce a farla licenziare. Nel frattempo, Andy ha problemi a organizzare la sua festa di compleanno.
- Guest star: Patrick Cassidy (signor Bingham)

## Bo Diddley
- Titolo originale: Bo Diddley
- Diretto da: Shelley Jensen
- Scritto da: Bob Nickman

### Trama
Cheryl deve sottoporsi a un intervento dentistico e chiede a Jim di stare accanto a lei tutto il tempo perché ha paura dei dentisti. Mentre Cheryl è sedata, Andy si presenta dicendo di aver incontrato la leggenda del rock & roll Bo Diddley e Jim decide di incontrarlo anche lui, lasciando Cheryl sedata e incustodita. Ma Cheryl lo scopre quando Bo Diddley invia a Jim un cesto di ringraziamento con prelibatezze commestibili e Jim confessa. Moglie e marito litigano e il giorno dopo Cheryl va al cinema, lasciando Jim solo coi bambini. Per coincidenza, i biglietti per il concerto di Bo Diddley arrivano a casa, ma Jim si chiede se sia un test di Cheryl. Se ne va, ma cambia idea e torna dai suoi figli a casa.
- Guest star: Bo Diddley (se stesso), Robin Krieger (Marilyn Crannis), Steve Susskind (dottor Inglove)

## I Devlin
- Titolo originale: Deal with the Devlins
- Diretto da: Jim Belushi
- Scritto da: Christopher J. Nowak

### Trama
Cheryl fa amicizia con un'altra mamma della squadra di calcio femminile. La donna è dolce, ma un po' antipatica. Jim è infastidito dalla sua presenza, ma Cheryl insiste affinché sia gentile con lei. A poco a poco, Cindy inizia a entrare nelle loro vite e dire loro cosa fare e cosa non fare. Jim finisce per comprare una vasca idromassaggio da suo marito, pensando che potrebbe allontanarli, ma il suo gesto li attira ancora di più. Si presentano inaspettatamente per usare la vasca, che è l'ultima goccia per Jim. Dice a Cheryl che è tempo per lei di confessare a Cindy che non la sopportano. Proprio quando finalmente lo fa, il marito di Cindy offre a Jim gli abbonamenti per i Bears. Per annullare la rottura che ha chiesto a Cheryl di fare, Jim dice a Cindy che Cheryl è sotto farmaci per gli sbalzi d'umore e che è disposto a fare qualsiasi cosa per loro. Si trasferiscono per una settimana, mentre Cheryl decide di prendersi una pausa da sua sorella "per la salute mentale".
- Guest star: Tim Bagley (Tim), Cynthia Stevenson (Cindy), Laken Blevins (Ally)

## Il casco
- Titolo originale: The Helmet
- Diretto da: Philip Charles MacKenzie
- Scritto da: David Feeney

### Trama
Fingendo di essere un uomo per un'asta online, Cheryl scopre che Jim sta facendo offerte per cimeli invece di acquistare una nuova asciugatrice, ma Jim pensa di aver trovato uno spirito affine.

## Il pappagallo
- Titolo originale: No Harm, No Fowl
- Diretto da: Philip Charles MacKenzie
- Scritto da: Harry Hannigan

### Trama
Un uccello addestrato vola attorno la testa di Andy nel cortile sul retro e Gracie lo adotta come suo animale domestico, chiamandolo Daphne. L'uccello sta facendo impazzire tutti e non vedono l'ora di liberarsene, ma sfortunatamente Gracie ha sviluppato un profondo attaccamento emotivo ad esso. Quando qualcuno lascia la finestra aperta e l'uccello vola via nel cuore della notte, Jim e Andy si uniscono per andare a cercarlo al parco la mattina successiva. Quando individuano l'uccello, la loro prima reazione è di non dirlo a Gracie, ma Jim non vuole più mentire a sua figlia. Più tardi, il vero proprietario si presenta a casa e Gracie è costretta a dire addio al suo amico piumato.
- Guest star: Jack Coleman (Sean Curran), Angee Hughes (Ginger Curran), Ted Michaels (Kenny), Ryan McPartlin (Bob)

## La festa delle mamme
- Titolo originale: About a Girl
- Diretto da: Philip Charles MacKenzie
- Scritto da: Sylvia Green

### Trama
Dana riceve le attenzioni di un padre single che incontra nel parco, fingendo di essere la madre di Ruby. Nel frattempo, Cheryl chiede a Jim di allenarsi più spesso, come favore speciale per lei. Quando Jim scopre il segreto di Dana, fa un patto con lei. Le lascia usare Ruby e in cambio Dana fa i suoi chilometri (che vengono registrati su un app a nome di Jim).
- Guest star: Matt Roth (Michael), Megan Taylor Harvey (Olivia)

## Il fidanzato della mamma
- Titolo originale: Mom's Boyfriend
- Diretto da: Philip Charles MacKenzie
- Scritto da: Mark Driscoll

### Trama
Cheryl è diffidente nei confronti di Frank, il nuovo fidanzato della madre vedova, Maggie, quando vengono a trovarla, ma Jim e Andy pensano che sia fantastico. Cheryl propone di eseguire un controllo dei precedenti su Frank e Jim, Dana e Andy sono d'accordo, poi Jim e Cheryl rovistano nella sua valigia per trovare la sua patente. Quando Maggie lo scopre, è molto sconvolta e dichiara il suo amore per Frank. Diventano favorevoli al loro matrimonio e si tiene un addio al celibato per Frank in uno strip club. Tuttavia, la festa si interrompe quando Frank ha un infarto e muore. Jim in seguito racconta a Cheryl il risultato del controllo dei precedenti di Frank: è stato un truffatore per anni e aveva intenzione di portare via tutti i soldi di Maggie. Cheryl consola sua madre e decide di non dirle la verità in modo che non si senta affranta.
- Guest star: Kathleen Noone (Maggie), John Getz (Frank), Anastasia Sakelaris (Venus)

## Las Vegas (1ª parte)
- Titolo originale: Vegas, Baby (Part I)
- Diretto da: Philip Charles MacKenzie
- Scritto da: Howard J. Morris, Tracy Newman & Jonathan Stark

### Trama
Jim e famiglia ricevono da una ditta produttrice di schiuma un viaggio a Las Vegas per sponsorizzare il prodotto. In realtà, Cheryl ha una motivazione nascosta per venire. È infatti da tempo in contatto con Roxanne, la sorella di Jim, la quale si è separata dal fratello dopo un'accesa lite tra i due dovuta al comportamento egoista e scavezzacollo di lei. Cheryl tuttavia cerca di riappacificare i due e così a Las Vegas organizza un incontro tra Jim e Roxanne. Ovviamente lui non si fida, ma la sorella sembra davvero cambiata, tanto che restituisce a Jim i soldi che gli doveva e si scopre che ha lasciato Rick, il ragazzaccio che l'aveva rovinata precedentemente, e che si è trovata un lavoro come acconciatrice. Sebbene riluttante, Jim si lascia convincere e presenta Roxanne al resto della famiglia, dalla quale viene accolta benevolmente. A Roxanne servono tuttavia 2.000 dollari per affittare una poltrona in un salone di acconciature e fare così un salto di qualità nel suo lavoro. Jim inizialmente non vuole darglieli, ma poi si convince a fidarsi di nuovo solo per scoprire che Roxanne ha già ottenuto i soldi da Andy, il quale si è innamorato di lei.
- Guest star: Steve Murphy (sosia di Elvis), Tom Cassell (gondoliere), Jennifer Coolidge (Roxanne), Wayne Newton (se stesso), Lauren Noelle (showgirl), Michael A. Tessiero (scommettitore), Kurt Krakowian (mazziere del blackjack)

## Las Vegas (2ª parte)
- Titolo originale: Vegas, Baby (Part II)
- Diretto da: Philip Charles MacKenzie
- Scritto da: Howard J. Morris, Tracy Newman & Jonathan Stark

### Trama
Andy e Roxanne si sono fidanzati ma Jim, amico di lui e fratello di lei, disapprova totalmente la cosa cercando di mettere in guardia Andy, convinto della malafede della sorella. Lui però non vuole ascoltarlo. Quella sera, Jim e gli altri vanno ad assistere ad uno spettacolo di Las Vegas e Andy stranamente non è venuto. Quando Jim lo chiama scopre il perché e prova a precipitarsi da lui ma viene scambiato per volontario e trascinato sul palcoscenico dove si esibisce in un balletto. Jim, Cheryl e Dana non arrivano quindi in tempo per fermare Roxanne e Andy che si sono appena sposati in una cappella nuziale locale. Il giorno dopo, i tre sono furiosi e scioccati, Jim perché Andy non gli ha dato retta e non si fida di Roxanne, Cheryl perché suo fratello si è sposato con una donna di basso rango sociale e Dana perché Andy si è sposato prima di lei. Tuttavia, Andy non potrebbe essere più felice e se lui è felice, presto anche i suoi parenti lo diventano per lui. Jim si presenta da Roxanne per porgerle un regalo di nozze e riconciliarsi con lei, ma scopre che aveva ragione: Roxanne non è cambiata e infatti sta per scappare con il suo ex-fidanzato Rick, lasciandosi dietro Andy, Jim e l'ennesima possibilità di mettere la testa a posto. Jim, furioso, non la ferma, ma le intima di non tornare mai più. Quella sera è tempo per Jim e Andy di presentare la schiuma ma quest'ultimo, sconvolto dall'essere stato abbandonato, scoppia in lacrime sul palco e la dimostrazione si trasforma in un disastro. Quella sera, Cheryl consola come può Jim e si scusa per essersi intromessa tra lui e sua sorella, capendo che lei non cambierà mai.
- Guest star: Jennifer Coolidge (Roxanne), Loren Lazerine (Evan), Cyndi Martino (cameriera), Steve Murphy (sosia di Elvis), Betty Bunch (giudice di pace), Eric Payne (imprenditore), Kurt Krakowian (mazziere del blackjack), Lauren Noelle (showgirl)